# Detya sublineata
Detya sublineata är en insektsart som först beskrevs av Walker 1870.  Detya sublineata ingår i släktet Detya och familjen Nogodinidae. Inga underarter finns listade i Catalogue of Life.